# Carcelia caudatella
Carcelia caudatella är en tvåvingeart som först beskrevs av Baranov 1932.  Carcelia caudatella ingår i släktet Carcelia och familjen parasitflugor. Inga underarter finns listade i Catalogue of Life.